# Wadi El Natrun
Wadi El Natrun eller Natronsjöarna är en 33 kilometer lång och 8 kilometer bred dalgång i norra Egypten i utkanten av Libyska öknen.
Natronsjöarna är tio småsjöar, i vilka på grund av avdunstning koksalt, glaubersalt och kolsyrat natron utfälls. De har tidigare exploaterats i stor skala för soda-, tvål- och glasindustrin. Vid Natronsjöarna finns en mängd lämningar av eremitbosättningar och kloster, särskilt från 300-talet efter Kristus. Fyra av Makarios av Egypten grundade kloster är belägna i dalens östra del och bebos ännu av koptiska munkar. Området kallades i antiken Sketiska öknen.